# Margomulyo (Pegandon)
Margomulyo is een bestuurslaag in het regentschap Kendal van de provincie Midden-Java, Indonesië. Margomulyo telt 3020 inwoners (volkstelling 2010).